# Dubscribe
Dubscribe（ダブスクライブ）は、日本の音楽プロデューサー、DJ。Dubstep（ダブステップ）の楽曲をリリースしている。

## 概要
日本のダブステップのアーティスト。主に激しいワブルベースを多用するブロステップスタイルのトラックを製作している。オリジナル楽曲の他、他のアーティストの楽曲のリミックスも手掛けている。日本のダブステップシーン黎明期から海外レーベルからのリリースを中心に活動しており、北米ダブステップシーンのExcisionのレーベルRottun Recordingsからのリリースや、コンピレーションへの楽曲提供、PendurumのメンバーKJ SAWKAへのリミックス提供を行う。
近年はアイドル楽曲に興味をもち、MIGMA SHELTERへのリミックスを手掛けている。
2020年にはアメリカで音楽フェス「Lost Lands」に出演した。

## 使用機材
- iMacユーザー[2]

### 使用ソフト
- DAWソフト「Ableton Live」[2]
- ウェーブテーブル・シンセサイザー「SERUM」や「MASSIVE」[2]

## 人物・エピソード
- 東京を拠点に活動するDubstep Producer。
- 学生時代はロックバンドでギターをやっていたがバンドという形態に疲れ、ダンスミュージックを聴くようになり、「これなら1人でも作れる！」と考え制作をし始めた。趣味程度にテクノやアブストラクト・ヒップホップ、エレクトロなどを製作していたが、偶然聴いたダブステップに衝撃を受け製作をしはじめた[3]。
- 影響をうけた音楽は、Ajapaiがプロデュースした曲である[3]。
- 曲を作るときはコンセプトは特に考えず、「とにかく強い曲」「レーベルカラーに合った曲」「今の音を意識した曲」を意識している[3]。
- 愛猫は「にゃんちゅう」という名前である[4][5]。
- WACK所属のGANG PARADEのファンであり、推しメンはテラシマユウカである。GANG PARADEに曲を提供することが夢であると語っている[2]。

## 経歴

### 2011年
- m-floの☆Taku Takahashi主宰 TCY recordingsが開催したリミックスコンテストで優勝し、優勝曲を同レーベルからリリース[6][3]。

### 2012年
- 浜崎あゆみのMissingをオフィシャルリミックスしMissing(Dubscribe Remix)を手がけた[6][3]。

### 2013年
- EP『Battle』 はBeatport/Dubstepチャートで最高8位、Drum&Bassチャートで最高7位、EP『Crowd Control』はDubstepチャートで最高10位となる。

### 2014年
- 3月にExcisionが主宰するRottun RecordingsからリリースされたEP『Brainstorm』とEP『Venom』をリリース[3]。
- EP『Brainstorm』はBeatportのダブステップチャートで1位[7][3]。
- Jager Meisters、Nish、NIRGILIS,などのアーティストにリミックスを提供し、"Nish - Dramatech(Dubscribe Remix)は、配信サイトTrack it downのDubstepチャートで最高4位となる。

### 2015年
- Downlinkのレーベル「Uplink Audio」からEP『Hyper Galaxy』をリリース。Beatportのダブステップチャートで3位にランクイン[6][3]。

### 2016年
- アーケード用の音楽ゲーム「crossbeats REV. SUNRISE」に「Rise Up」という楽曲を提供。イベントにも出演[8]。
- 「Trekkie Trax」からリリースした『Turn up』はSkrillex主宰のレーベル/プラットフォーム「NEST HQ」に掲載された[3]。
- EDMメディア「EDM.com」からもシングル“Jupiter”をリリース[3]。
- PendulumのメンバーKJ Sawkaにオフィシャルでリミックスを提供し、多数のDJにプレイされた。

### 2017年
- 国内のEDMフェスelectroxでMijaがLogue4とコラボした「Turn up」をプレイ[3]。
- 3万人規模のフェスBass CyannonではExcisionが「Suicide Squad」をプレイ[3]。
- 12th Planetがラジオ「Swamplex Radio」でAnswerdとコラボした曲をかけた[3]。

### 2018年
- MIGMA SHELTERのリミックスMo'Strain (Dubscribe Remix)をリリース[1]。
- レーベル「SMOG Records」から『Raw』をリリースしたり、Flux Pavillionのレーベル「Circus Records」よりFuntcaseによるコンピレーション収録で『Contraband』を発表[3]。
- Excision主宰のダブステップフェス、Lost Lands 2018でオープニングセレモニーの1曲目にTrampaの“Rocket Fuel”をDubscribeがブートリミックスしたバージョンがプレイされた[3]。

### 2019年
- レーベル「Savage Society Records」よりDefinitiveとのコラボ曲『Antivenom』をリリース[3]。

- Borgoreのレーベル「Buygore Records」から新作EP『Carnage』をリリース[3]。
- フランス出身のプロデューサー、Answerdとのコラボ曲『Sledgehammer』をリリース[3]。
- 「Excision & Space Laces – 1 on 1 (Dubscribe Remix）」が、Lost Lands 2019 の公式コンピレーションアルバム「Lost Lands 2019 Compilation」に収録でリリース[9][10][11]。

### 2020年
- MIGMA SHELTERのリミックスTOKYO SQUARE (Dubscribe Remix)をリリース[12]。
- 「Head Crack」がBlack Tiger Sex Machineのコンピ・アルバム 「All I Want For Christmas Is Bass Vol. 5"」に収録でリリース[13][14]。
- ExcisionのレーベルSubisidiaから「Excision & Downlink - Robo Kitty (Dubscribe Remix)」をリリース[15]。

### 2021年
- ExcisionのレーベルSubisidiaから「Devastator」をリリース[16]。

### 2022年
- 9月23日〜25日にアメリカ オハイオ州レジェンド・バレー開催された音楽フェス「Lost Lands」に出演した[2][17]。